# Сопрыгино
Сопрыгино — деревня в Ядровской волости Псковского района Псковской области.
Расположена в 18 км к юго-западу от южной границы Пскова и деревни Черёха.
Численность населения деревни по состоянию на 2000 год составляла 7 жителей.